# Diospyros guianensis
Diospyros guianensis là một loài thực vật có hoa trong họ Thị. Loài này được (Aubl.) Gürke mô tả khoa học đầu tiên năm 1891.